# Nothing Really Matters
Nothing Really Matters je šestá píseň z alba Nothing but the Beat od francouzského DJ Davida Guetty a od amerického rappera Will.i.am. Patří mezi méně známé songy z roku 2011. V Rusku dostala 6. října 2011 cenu za nejlepší píseň žánru ElectroDance.

## Hitparáda
| Země                         | Umístění | – | Česko | 45 |
| USA                          | 85       |   |       |    |
| French Digital Singles Chart | 32       |   |       |    |
| UK Singles Chart             | 13       |   |       |    |
| The Super Hits 2011          | 12       |   |       |    |